# Гусев, Николай Андреевич (полный кавалер ордена Славы)
Николай Андреевич Гусев (1920—1990) — советский военнослужащий. В Рабоче-крестьянской Красной Армии и Советской Армии служил с сентября 1940 года по июль 1946 года. Участник Великой Отечественной войны. Полный кавалер ордена Славы. Воинское звание — старший сержант.

## Биография

### До призыва на военную службу
Николай Андреевич Гусев родился 9 мая 1920 года в деревне Вонявино Юрьевецкого уезда Иваново-Вознесенской губернии РСФСР (ныне деревня Пучежского района Ивановской области Российской Федерации) в крестьянской семье. Русский. Окончил семь классов неполной средней школы в селе Сеготь в 1935 году и школу фабрично-заводского ученичества в Павловском Посаде в 1936 году. До призыва на военную службу работал помощником мастера ткацкого производства на фабрике пожарных рукавов в посёлке Большие Дворы.

### На фронтах Великой Отечественной войны
В ряды Рабоче-крестьянской Красной Армии Н. А. Гусев был призван Павловопосадским районным военкоматом Московской области в сентябре 1940 года. Срочную службу проходил в Ленинградском военном округе в городе Кандалакше в составе 369-го гаубичного артиллерийского полка 122-й стрелковой дивизии. Ещё до начала Великой Отечественной войны окончил школу младших командиров, освоил воинские специальности артиллерийского разведчика и корректировщика артиллерийского огня. В боях с немецко-фашистскими захватчиками и их финскими союзниками младший командир Гусев с 1 июля 1941 года на Северном фронте. Боевое крещение принял на советско-финской границе западнее населённого пункта Алакуртти.

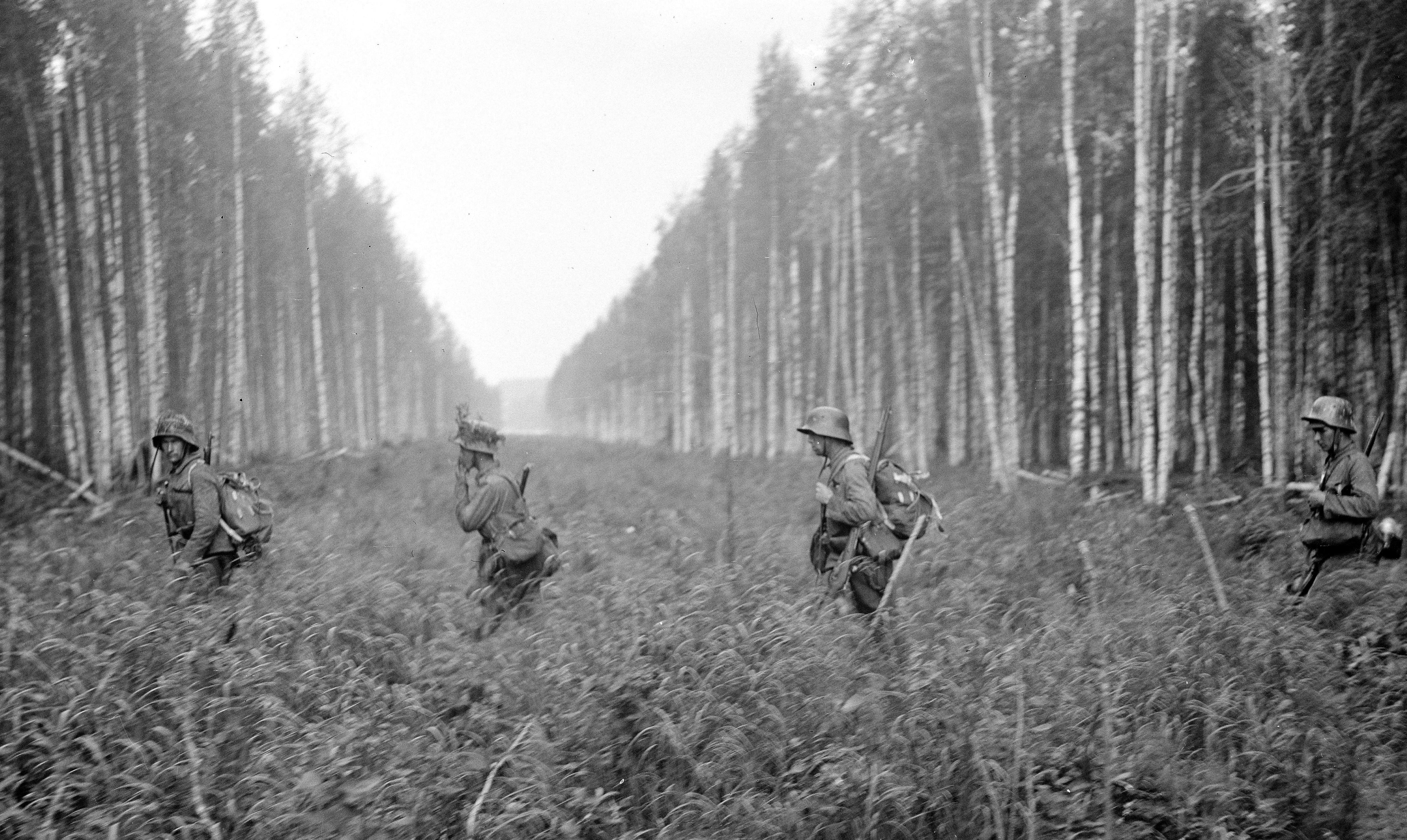
Финские солдаты пересекают границу СССР. 1941 год

В ожесточённых боях в июле—августе 1941 года 14-я армия, в состав которой входила 122-я стрелковая дивизия, сумела остановить наступление немецких и финских войск на Кандалакшу, а затем на продолжительное время стабилизировать линию фронта. С конца августа и до середины октября, сражаясь на Северном, а затем на Карельском фронтах, Н. А. Гусев в составе своего подразделения участвовал в позиционных боях под Алакуртти, в ходе которых 369-й гаубичный артиллерийский полк несколько раз срывал попытки противника прорваться к Кировской железной дороге, важнейшей транспортной коммуникации, по которой осуществлялось снабжение Северного флота и группировки советских войск на Кольском полуострове.
20 октября 1941 года 369-й ГАП был расформирован. Младшего командира Н. А. Гусева направили в Архангельск, где завершалось формирование 263-й стрелковой дивизии. В должности командира отделения артиллерийской разведки 853-го артиллерийского полка в ноябре 1941 года он вновь вернулся на Карельский фронт. До конца 1942 года дивизия генерал-майора Л. Е. Фишмана вела оборонительные и наступательные бои в Лоухском районе Карелии на участке между посёлками Сосновый и Кестеньга, в том числе участвовала в Кестеньгской операции. Именно в этих боях Николай Андреевич совершенствовал своё воинское мастерство. Приобретённый боевой опыт пригодился ему во время освобождения Донбасса, Приазовья и Крыма, в боях в Прибалтике и на территории Германии.

### На Юго-Западном и 4-м Украинском фронтах

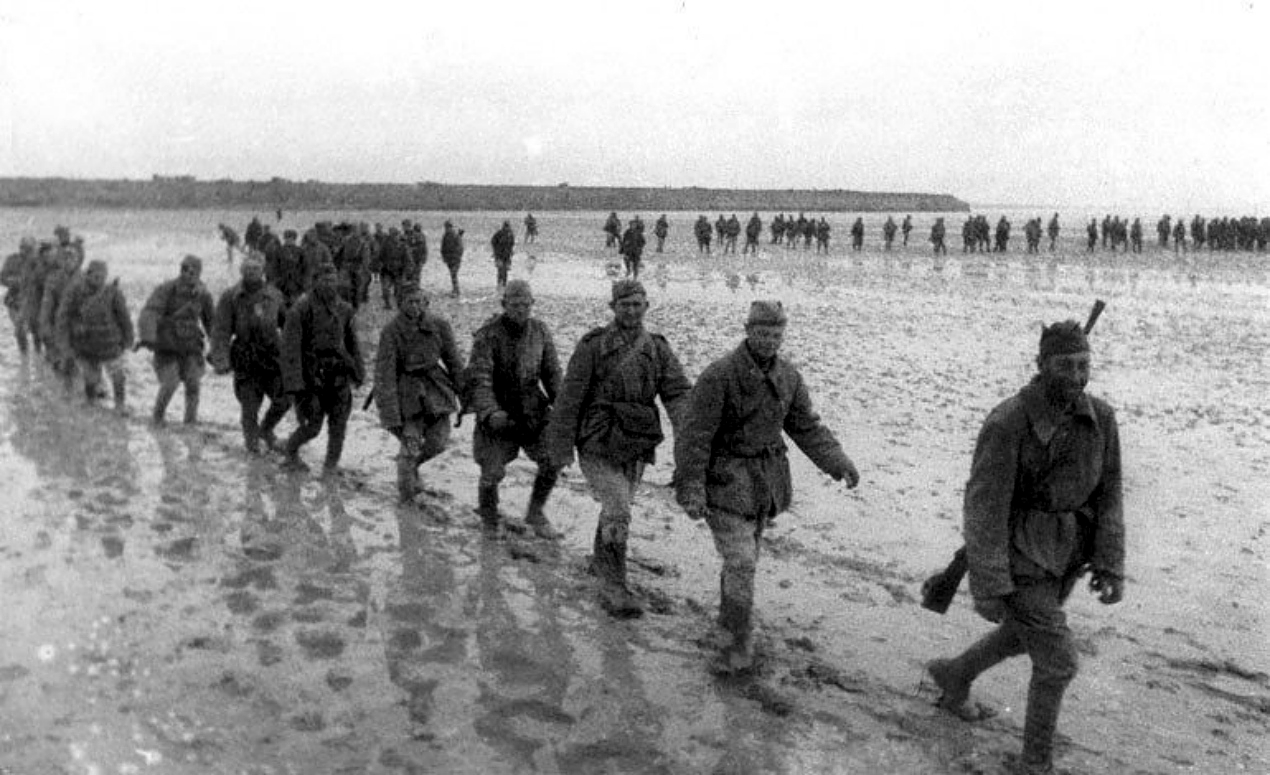
Советские солдаты форсируют Сиваш

В январе 1943 года 263-я стрелковая дивизия была выведена в резерв Ставки Верховного Главнокомандования и после небольшого отдыха и пополнения переброшена на Юго-Западный фронт, где в марте сменила части 35-й гвардейской стрелковой дивизии на берегу Северского Донца в районе города Изюма. Летом-осенью 1944 года сержант Н. А. Гусев принимал участие в боях за Барвенково и Лозовую в ходе Донбасской операции. После выхода частей 6-й армии к Днепру в конце сентября дивизия вновь была выведена в резерв и вскоре передана 4-му Украинскому фронту, где в составе 28-й армии принимала участие в Мелитопольской операции, в рамках которой прорвала Восточный вал южнее Мелитополя и освободила город Геническ.
В первых числах ноября 1944 года дивизия полковника П. М. Волосатых была передана в оперативное подчинение 51-й армии с задачей форсировать Сиваш и захватить плацдарм на южном берегу залива. 5 ноября стрелковые подразделения дивизии преодолели водную преграду и закрепились на полуострове Той-Тюбе недалеко от одноимённого села. 6 ноября на захваченный плацдарм начал переправу 853-й артиллерийский полк. Командир отделения разведки штабной батареи полка сержант Н. А. Гусев в течение шести часов находился в холодной воде и трижды пересекал Сиваш, переправив на южный берег залива два артиллерийских орудия и другое имущество батареи. После того, как батарея заняла позиции на плацдарме, Николай Андреевич быстро организовал наблюдение за передним краем врага и засёк рад целей, которые были уничтожены артиллерийским огнём.
При прорыве вражеской обороны на полуострове Той-Тюбе 8—11 апреля артиллеристы майора Н. В. Козыренко оказали неоценимую помощь стрелковым подразделениям дивизии. Огнём батарей было уничтожено 4 ДЗОТа и 8 пулемётных гнёзд противника, разрушено 7 землянок, 2 узла связи и 6 наблюдательных пунктов, подавлено 68 пулемётов, 14 артиллерийских батарей и 16 отдельно стоящих орудий, 7 миномётных батарей и 13 отдельных миномётов, рассеяны и частично истреблены 22 группы вражеской пехоты численностью от взвода до батальона. Успешным действиям полка в немалой степени способствовала умелая работа отделения артиллерийских разведчиков сержанта Н. А. Гусева. Лично Николай Андреевич обнаружил и засёк огневые позиции трёх артиллерийских и четырёх миномётных батарей немцев, 12 пулемётов и 7 блиндажей. За образцовое выполнение боевых заданий командования приказом от 28 апреля 1944 года он был награждён орденом Славы 3-й степени (№ 36118).
Прорвав сильно укреплённую оборону противника, 263-я стреловая дивизия вышла на оперативный простор, и преследуя врага, к середине апреля 1944 года достигла немецких оборонительных рубежей на подступах к Севастополю. В ходе решающего штурма города подразделения дивизии овладели высотой Сахарная Головка и завязали уличные бои в Корабельном районе. 9 мая 1944 года Севастополь был освобождён, а несколько дней спустя в торжественной обстановке командир полка вручил сержанту Н. А. Гусеву ордена Красной Звезды и Славы 3-й степени.

Советские артиллерийские разведчики ведут наблюдение за немецкими позициями

### Бои в Прибалтике
20 мая 1944 года 263-я стрелковая дивизия в составе 2-й гвардейской армии была выведена в резерв Ставки ВГК, а в начале июля переброшена на 1-й Прибалтийский фронт. В рамках Шяуляйской операции части дивизии вышли к реке Венте, где на рубеже Папиле—Акмяне в двадцатых числах августа отразили мощный контрудар крупной танковой группировки противника. К началу октября 1944 года дивизия была переброшена к юго-западу от Шяуляя и заняла позиции на восточном берегу реки Дубисы восточнее города Кельме. В ходе начавшейся 5 октября Мемельской операции она прорвала сильно укреплённую и глубокоэшелонированную оборону противника на западном берегу реки, и преодолев с боями за пять дней 70 километров, 10 октября вступила на территорию Восточной Пруссии и закрепилась на рубеже реки Лайте. На протяжении всего наступления старший сержант Н. А. Гусев безотлучно находился на наблюдательном пункте в передовых подразделениях пехоты и под огнём врага вёл наблюдение за его передним краем, своевременно передавая целеуказания на батареи 853-го артиллерийского полка. Благодаря его самоотверженной работе огнём артиллерии было уничтожено 4 артиллерийские батареи противника и 3 отдельных орудия, 3 миномётные батареи и 5 пулемётных точек, что давало возможность стрелковым подразделениям прорывать оборонительные порядки неприятеля и захватывать его укреплённые рубежи с минимальными потерями. За доблесть и мужество, проявленные в боях за освобождение Литвы и на территории Германии, приказом от 19 ноября 1944 года Николай Андреевич был награждён орденом Славы 2-й степени (№ 10961).

### В Восточной Пруссии
В ноябре 1944 года 263-я стрелковая дивизия была передана 43-й армии, в составе которой воевала до конца войны. В рамках начавшейся в январе 1945 года Восточно-Прусской операции армейские соединения генерал-лейтенанта А. П. Белобородова ударом во фланг тильзитской группировки противника содействовали наступлению частей 3-го Белорусского фронта. 18 января на подступах к Тильзиту старший сержант Н. А. Гусев находился в головном отряде пехоты, и поддерживая связь с командным пунктом своей батареи, умелой работой неоднократно обеспечивал продвижение вперёд стрелковых подразделений. По его целеуказаниям артиллерийским огнём было уничтожено 3 станковых и 2 ручных пулемёта, 3 миномётные батареи и 4 орудия неприятеля. В период с 20 по 23 января на подступах к городу Лабиау Николай Иванович умело руководил действиями разведчиков. Выдвинув небольшие разведгруппы на различные направления, он своевременно обнаружил сосредоточение вражеской пехоты численностью до батальона. Противник при поддержке нескольких танков и трёх самоходных артиллерийских установок готовился перейти в контратаку, но его далеко идущие планы были сорваны своевременным артиллерийским налётом, при этом было рассеяно и частично истреблено до роты вражеских солдат.

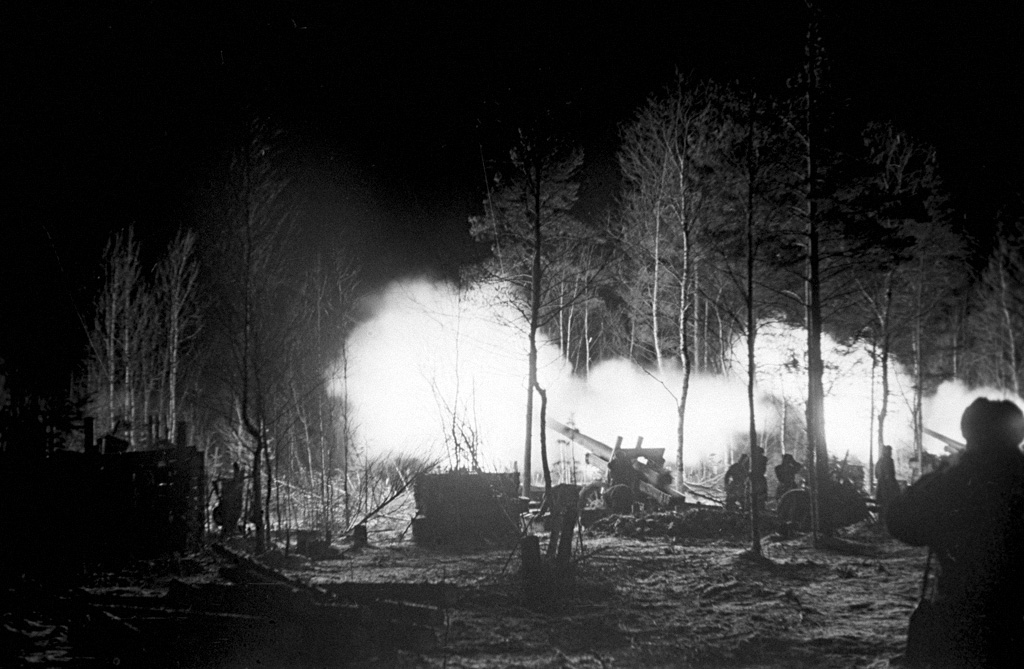
Артиллерийская подготовка

23 января дивизия полковника К. Г. Черепанова форсировала реку Дейме и к исходу дня после ожесточённых уличных боёв овладела южной частью города Лабиау. 27 января она форсировала канал Вест, и развивая дальнейшее наступление вдоль южного берега Куршского залива, к 28 января вышла на дальние подступы к Гранцу. Город имел для противника стратегическое значение: он находился в основании косы Курише-Нерунг, по которой осуществлялось сухопутное снабжение блокированного с суши Мемеля. Противник создал здесь мощный оборонительный рубеж, который оборонял 28-й армейский корпус генерала Ханса Гольника. Сосредоточив на подступах к городу значительное количество артиллерии, немцы огнём с закрытых позиций и прямой наводкой не давали советской пехоте продвинуться вперёд. 43-я армия не располагала танками, и помочь стрелковым подразделениям могли только артиллеристы. Проявив инициативу, старший сержант Н. А. Гусев занял позицию впереди боевых порядков пехоты и в течение шести часов под шквальным огнём противника непрерывно вёл наблюдение за немецкими позициями. Ему удалось почти полностью вскрыть огневую систему немцев на участке наступления дивизии, а также систему их инженерных сооружений. Ценные разведданные, добытые Гусевым, легли в основу плана артиллерийского наступления. Во время массированного артналёта старший сержант Н. А. Гусев вновь находился на передовом наблюдательном пункте и корректировал огонь батарей своего полка. В результате умелых действий артиллерийского разведчика огнём орудий были уничтожены шестиствольный миномёт неприятеля, миномётная батарея, 3 станковых и 2 ручных пулемёта, до двух взводов немецкой пехоты. Подразделения 43-й армии смогли глубоко вклиниться в оборонительные порядки немцев и создать угрозу их окружения. В ночь с 3 на 4 февраля подразделения вермахта оставили Гранц, а утром в город вошли бойцы 292-го стрелкового полка 115-й стрелковой дивизии под командованием подполковника Я. П. Маршавина.
Тем не менее, к началу февраля 43-я армия была сильно измотана и обескровлена, поэтому немецкому командованию удалось остановить её дальнейшее продвижение на запад и вынудить перейти к обороне. Начиная с середины февраля немцы силами оперативной группы «Земланд» нанесли несколько ощутимых контрударов по позициям 43-й армии северо-западнее Кёнигсберга. Основная боевая нагрузка в февральских боях легла на личный состав 87-й гвардейской и 263-й дивизий. Во время одного из немецких контрударов в районе населённого пункта Трансау вновь отличился старший сержант Н. А. Гусев. В момент атаки он находился на наблюдательном пункте в боевых порядках пехоты и вместе с пехотинцами участвовал в бою, уничтожив из личного оружия до десяти солдат неприятеля. Когда во время второй атаки противнику удалось ворваться на советские позиции и потеснить стрелковые части, Николай Андреевич остался на своём НП и в критический момент вызвал огонь артиллерии на себя, чем помог отразить контратаку и восстановить прежнее положение. За мужество и отвагу, проявленные в боях под Гранцем и Трансау командир 853-го артиллерийского полка подполковник Н. В. Козыренко представил старшего сержанта Н. А. Гусева к ордену Славы 1-й степени". Высокая награда за номером 1886 была присвоена ему указом Президиума Верховного Совета СССР от 19 апреля 1945 года.
На заключительном этапе войны Николай Андреевич участвовал в штурме Кёнигсберга и ликвидации немецкой группировки на Земландском полуострове. После завершения Земландской операции 263-я стрелковая дивизия в составе 43-й армии совершила 170-километровый переход из-под Кёнигсберга в район Данцига, где в мае 1945 года принимала участие в разоружении капитулировавших частей 2-й армии вермахта. Здесь под Данцигом старший сержант Н. А. Гусев завершил свой боевой путь.

### После войны
После окончания Великой Отечественной войны Н. А. Гусев продолжал службу в армии до июля 1946 года. После демобилизации Николай Андреевич вернулся в Большие Дворы. Работал помощником мастера на местном льнокомбинате. После окончания в 1954 году Всесоюзного заочного техникума текстильной и лёгкой промышленности в Москве получил на предприятии должность мастера ткацкого производства, которую занимал до 1980 года. После выхода на заслуженный отдых жил в посёлке Большие Дворы. Умер в 1990 году.

## Награды
- Орден Отечественной войны 1-й степени (11.03.1985)[15];
- орден Отечественной войны 2-й степени (31.01.1945)[10];
- орден Красной Звезды (15.11.1943)[7];
- орден Славы 1-й степени (19.04.1945)[13];
- орден Славы 2-й степени (19.11.1944)[9];
- орден Славы 3-й степени (28.04.1944)[1];
- медали, в том числе:
  - медаль «За оборону Советского Заполярья»;
  - медаль «За победу над Германией в Великой Отечественной войне 1941-1945 гг.»;
  - медаль «За взятие Кёнигсберга».

## Память
- Мемориальная доска в честь Н. А. Гусева установлена на здании льнокомбината в посёлке Большие Дворы Московской области[16].

## Документы
- Общедоступный электронный банк документов «Подвиг Народа в Великой Отечественной войне 1941—1945 гг.» Дата обращения: 1 июля 2014. Архивировано из оригинала 11 мая 2017 года. Номера в базе данных:

Орден Отечественной войны 1-й степени (архивный реквизит 1514466562).
Орден Отечественной войны 2-й степени (архивный реквизит 23847782).
Орден Красной Звезды (архивный реквизит 18421193).
Орден Славы 1-й степени (архивный реквизит 46445088).
Ходатайство командующего 3-м Белорусским фронтом маршала Советского Союза А. М. Василевского.
Указ Президиума Верховного Совета СССР от 19 апреля 1945 года.
Орден Славы 2-й степени (архивный реквизит 34819943).